# ゐ
ゐ або ヰ (/wi/; МФА: [i] • [ɰi]; укр. і) — склад в японській мові, один зі знаків японської силабічної абетки кана. Становить 1 мору. Розміщується у комірці 2-го рядка 10-го стовпчика таблиці ґодзюон.

## Короткі відомості

### Опис
Фонема сучасної японської мови. До XV століття вимовлялася як [ɰi]:
| Задньопіднебінний сонорний щілинний: |  | /w/ → | ゐ | [ɰi] |  |

З XV по XVI століття еволюціонувала в бік звука [i]. До 1946 року вживалася на письмі, позначаючи в ряді слів звук [i].
У сучасній японській мові практично не використовується. Її заміняє い — неогублений голосний переднього ряду високого піднесення.

### Порядок
Місце у системах порядку запису кани:
- Порядок ґодзюону: 45. Якщо враховувати знаки рядків い і え стовпчика や, то 47.
- Порядок іроха: 25. Між う і の.

### Абетки
- Хіраґана: ゐ

Походить від скорописного написання ієрогліфа 為 (і, робити).
- Катакана: ヰ

Походить від скорописного написання правої частини ієрогліфа 井 (і, колодязь)
- Манйоґана: 位 • 為 • 謂 • 井 • 猪 • 藍

### Транслітерації
- Кирилиця:
Система Поліванова: І (і).
Альтернативні системи: І (і), ВІ (ві)
- Латинка
Система Хепберна: I (i), WI (wi).
Японська система: I (i).
JIS X 4063: wyi
Айнська система: I (i).

### Інші системи передачі
- Шрифт Брайля:
| －－ ●－ |
- Радіоабетка: Ідо но І (ゐどのヰ; «і» колодязя)
- Абетка Морзе: ・－・・－